# Emil Neplecha
Emil Neplecha (švédsky Emil i Lönneberga) je série dětských novel/románů, které napsala spisovatelka Astrid Lindgrenová v letech 1963, 1966 a 1970. Jsou o vtipálkovi Emilu Svenssonovi, který žije na statku Kočindě ve vesnici Javorově.
Všech 12 knih bylo napsáno v letech 1963 až 1997, které byly přeloženy do 44 jazyků, ve většině případů s původními švédskými ilustracemi Björna Berga. Český překlad Boženy Köllnové vyšel v roce 1975 v nakladatelství Albatros; později (od roku 2003, v novém překladu Dagmar Hartlové) jako Emilovy skopičiny. Existují i 3 filmová ztvárnění vydaných v letech 1971–1973.

## Děj
Emil Svensson žil na statku Kočinda ležící ve vesnici Javorov okolo roku 1900, se svou mladší sestrou Idou, matkou Almou a otcem Antonem, čeledínem Alfrédem, který měl Emila rád, a děvečkou Linou, která netolerovala Emilovy žerty. Někdy Brusinková Maja přišla do Kočindy pomoct s domácností a vyprávěla Emilovi a Idě příběhy o přízracích zvaných „mylingar“, strašidlech, vraždách a podobných hrůzách.
Emil dělá více žertů, než je dnů v roce, a ty jednoho dne rozzlobí obyvatele vesnice, a tak vyberou peníze pro Emilovu matku, aby poslala Emila do Ameriky. Ta se však rozzlobí, odmítne a pronese: „Emil je moc hodný chlapec. A my ho máme rádi takového, jaký je.“ Alma proto sepsala všechny Emilovy žerty do modrého sešitu, aby si vzpomněl, co dělal jako dítě, až se stane dospělým a poté (možná) předsedou obecní rady Javorova.
Ve všech třech novelách, napsaných 1963, 1966 a 1970, je popsáno mnoho Emilových příhod, obvykle spojených s nějakým žertem, například:
- Jednoho dne, když se v Kočindě podává masová polévka, Emil strčí hlavu do polévkové mísy, která mu ovšem na hlavě uvízne.
- Jednoho dne v červnu, kdy se má konat v Kočindě oslava, se Emilovi podaří vytáhnout svou malou sestru na vlajkový stožár. Za trest ho otec zavře do dřevníku, kde si Emil při čekání na odpuštění vyřezává panáčka. Nicméně tentokrát se Emilovi podaří utéct na prkně, které dá mezi okénko dřevníku a okénko spižírny. Po něm přeleze a sní skoro všechny klobásy ve spižírně. Kromě poslední, kterou dá paní Petrellové, protože ujela dlouho cestu, aby ochutnala Alminu klobásu.
- Jednoho dne v červenci chytil Emil svého otce do pasti na krysy a později mu dává na obličej „palt“ a „raggmunk“ a vyřezává svého stého panáčka.
- V červnu následujícího léta, kdy lidé chtějí odjet do Ameriky, uspořádají aukci, ve které se podaří Emilovi uzavřít pár směšných, ale nakonec úspěšných obchodů, které však Emilova otce rozzlobí. Další den Emil předstírá, že má Ida tyfus – natře ji obličej modrou barvou. Jedné letní noci porodí bachyně, kterou Emilův otec koupil v aukci, dvanáct prasátek, ale deset z nich zakousne, než Emil zachrání to jedenácté.
- Den po Štědrém dnu přichází Alfredův děda Stolle-Jocke do Kočindy spolu s Lill-Klossanovou z chudobince, aby všem řekli, že nemají žádné vánoční jídlo ani snus, i přesto že Emilova matka poslala Emila do chudobince s velkým košíkem jídla a malou krabičkou snusu pro Jockeho, přestože správcová vše sabotovala tím, že veškeré jídlo si vzala pro sebe. Emil tedy pozval všechny z chudobince, kromě správcové, na vánoční večírek s vánočním jídlem, které je ovšem schováno ve spižírně, protože mají druhý den přijet příbuzní (Emil si ale myslí, že jsou „tlustí dost“ a jídlo potřebují spíše lidé z chudobince. Když ale správcová přijede do Kočindy, aby se s ní vrátili zpátky, spadne do vlčí jámy, kterou Emil vykopal, abych chytil případného vlka. Emil má za to, že to byl nutný trest pro správcovou za její hříchy vůči ostatním lidem. Nakonec jí Emil odpouští a řekne Alfredovi, aby jí pomohl z jámy.

## Postavy

### Hlavní postavy:
- Emil – vtipálek, uličník
- sestra Ida
- matka Alma – vždy se Emila zastávala, měla ho za "hodného"
- otec Anton
- čeledín Alfréd – měl rád Emila

### Vedlejší postavy:
- děvečka lina
- Brusinková Maja
- ostatní lidé z vesnice

## Přijetí díla
Zhodnocením knihy se zabývala u příležitosti slovenského vydání v roce 1982 Marta Žilková v recenzi v časopise Zlatý máj. Autorka přijala dílo velmi pozitivně a vyjádřila se k němu také slovy: „Švédská autorka Astrid Lindgrenová nás svou knihou Emil Neplecha příjemně překvapila a zabavila. Proto na prvním místě třeba vyzdvihnout šťastnou ruku při výběru této publikace a v neposlední řadě kvalitní překlad Rudolfa Gedeona, stejně jako vtipné a nápadité ilustrace Ondřeje Zimky. Zaujala nás i grafická úprava, která byla inspirovaná deníkovou formou knihy. Originální vypracování záhlaví jednotlivých kapitol odpovídá hravě plynoucímu textu a je také jedním z faktorů, který napomáhá vzácné souhře mezi charakterem příběhu a výtvarnou stránkou knihy.“ (v tomto odstavci byl použit překlad ze slovenštiny)
Dle dostupných recenzí bylo dílo vyhodnoceno velmi kladně i na webu www.databazeknih.cz, kde kniha sklidila hodnocení 87%. V komentářích se objevuje: „Můj první knižní dárek od tety, co dorazil balíkem - milovala jsem tuto knihu a miluju dodnes a protože pracuju jako knihovnice v dětském odd., tak ji často - příští týden dokonce 3x - zařazuju do svých besed se školáky. Kniha vyšla původně jako Emil Neplecha, v roce 2003 opět jako Emilovy skopičiny. Asi jsem nostalgická, ale mám tuto knihu spíš zapsanou jako Emila Neplechu - k novému překladu jsem si tak nějak nenašla zatím cestu...“ Celkově v komentářích kniha sklidila úspěch a pozitivní ohlasy.
Björn Berg získal mimo jiné za ilustrace k Emilovi Plaketu Elsy Beskowové za rok 1971. Popularita knihy vedla ve Skandinávii ke značnému zvýšení obliby jména Emil.
Emilovo chování bývá někdy vykládáno jako odpovídající hyperkinetické poruše (ADHD), ve své době však ještě nemohl být diagnostikován.

## V jiných jazycích
V Dánsku, Emil je znám jako Emil fra Lønneberg.
V Německu, Emil je znám jako Michel aus Lönneberga pro marketingové důvody, jako další „Emil“ se etabloval v 60. letech na trhu dětských knih ve východním i západním Německu: chlapec Emil Tischbein z románu Emil a detektivové Ericha Kästnera z 20. let.
Na Islandu jsou knihy známé jako Emil í Kattholti a dosáhly značného úspěchu.
V Itálii je Emil znám jednoduše jako Emil, švédská filmová adaptace byla představena na RAI TV v roce 1974.
V Polsku jsou knihy známé jako Emil ze Smalandii.
Ve Francii byl Emil přejmenován na 'Zozo la Tornade.
Ve Finsku, Emil je znám jako Vaahteramäen Eemeli („Eemeli z Vaahteramäki“). Vaahteramäki je přímý překlad z Lönneberga („Javorový kopec“).
V Litvě, Emil je znám jako Emilis iš Lionebergos.
V Rusku je Emil známý jako Эмиль из Лённеберги.
V Nizozemsku je Emil znám jako Michiel van de Hazelhoeve.
V Portugalsku je Emil známý jako Emilio de Lönneberga.
Ve Španělsku je Emil znám jako Miguel el travieso.

## Filmové ztvárnění
- Emil i Lönneberga (1971)
- Nya hyss av Emil i Lönneberga (1972)
- Emil och griseknoen (1973)
- Michel aus Lönneberga, německo-švédský televizní seriál založený na třech filmech.
- Emīla nedarbi (1985), lotyšský TV film
- That Boy Emil (2013)